# La Felguera
La Felguera es la parroquia más populosa del concejo asturiano de Langreo (España) y uno de los seis distritos en los que se divide la capital municipal, Langreo.
La Felguera fue uno de los núcleos industriales más importantes de España hasta finales del siglo XX.

## Parroquia
La parroquia de La Felguera tiene una superficie de 10,12 km² y está formada por: el distrito urbano de La Felguera, las aldeas de Andaruxu (L'Andaruxu, oficialmente en asturiano), Campanal, Campo de la Carrera (Campu la Carrera), Cutu la Piedra (Cutulapiedra), La Formiguera, La Granda, La Güeria, Lláscaras (Lláscares), La Nava, Pajomal (Paxumal), Reguerines, Regueru Llerín (El Regueru Llerín), Respeniedo (Respinéu), El Respiñu, La Rexella, Riparape, L'Atayala (La Talaya), La Teyera, Los Torgaos, Venta'l Aire, y los lugares de La Capilla de las Nieves (La Capilla) y Castandiello.
Demográficamente, a efectos de censos y padrones, la población del distrito urbano de La Felguera se incluye en la de la ciudad de Langreo. Así en el nomenclátor de 2009, la población que aparece de la parroquia es de 741 habitantes. Según el Nomenclátor de Entidades de Población de Asturias 2006-2009 el distrito urbano de La Felguera contaba con una población de 19.993 habitantes en el año 2009.

## Historia

### Orígenes

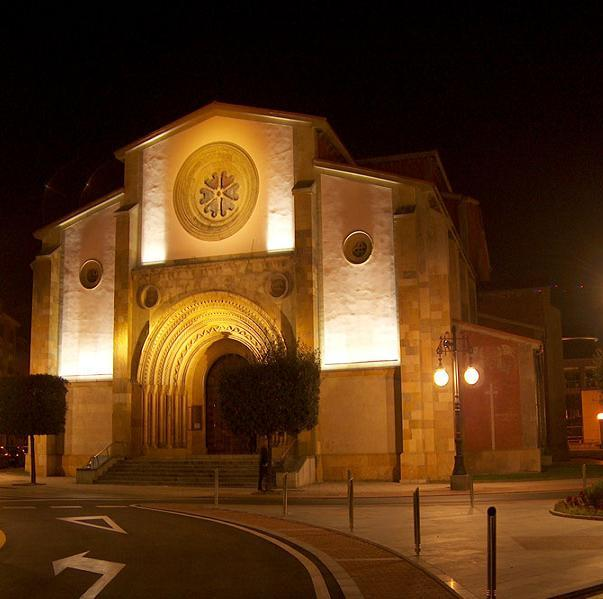
Iglesia neorrománica de San Pedro, junto a un antiguo cruce de caminos.

La Felguera como tal nació por la agrupación de los antiguos núcleos de población de la parroquia de Santa Eulalia de Turiellos (antigua denominación de La Felguera) con la llegada de la siderurgia en el siglo XIX: La Pomar, El Puente y Vega eran los de mayor importancia. Los primeros escritos en los que existe referencia a la parroquia son las donaciones de Ordoño I a Oviedo en el año 857 (donde donaba entre otras, la iglesia de Santa Eulalia). Por otra parte la presencia romana se atestigua de forma oral, principalmente por la existencia de un gran puente de seis vanos, el mayor de Asturias según algunos cronistas, construido en el actual barrio de El Puente (de ahí su nombre) y que se destruyó cuando desvió su curso el río Nalón. No obstante, probablemente se tratase de un puente de origen medieval, como otros de la comarca que sí se conservan. Según la tradición fue en esta zona donde se dio muerte al gobernador Munuza en su huida de Asturias en el siglo VIII . Por otra parte en El Puente se constata la existencia de fueros vecinales desde la Edad Media, como reza en la Carta Puebla del siglo XIV, y las celebraciones de festividades en honor a San Lorenzo. Ya en el siglo XIX se instalan en la zona diversas empresas, siendo la actual Duro Felguera, fundada por el riojano Pedro Duro, la más importante, que aprovechaban los recursos carboníferos existentes en las minas de Langreo desde el siglo XVIII y las facilidades de comunicación proporcionadas por la Carretera Carbonera (impulsada por Jovellanos) y el Ferrocarril de Langreo, uno de los primeros ferrocarriles de España, que unía el concejo con Gijón y que llegó a La Felguera en 1854. La fábrica se consagró como uno de los centros siderúrgicos más importantes de España hasta su cierre en 1984.

### Industrialización

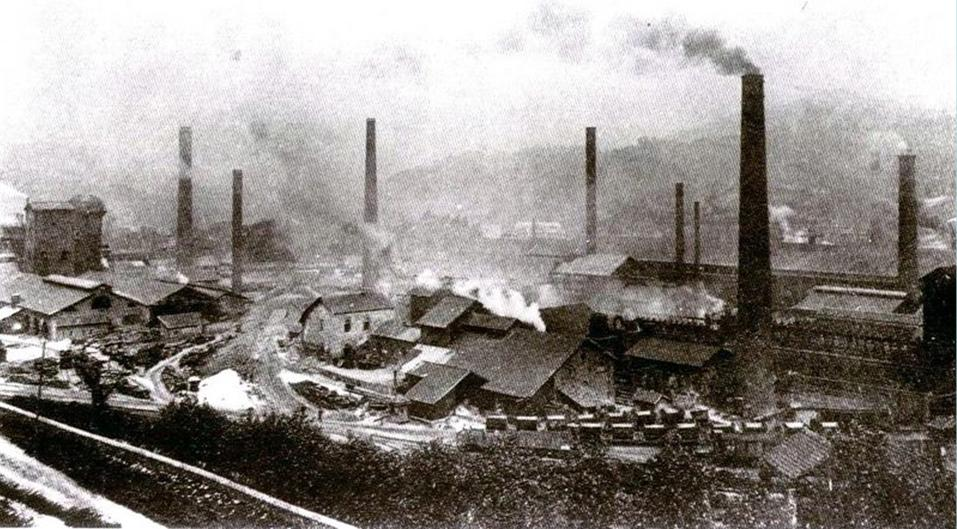
Fábrica siderúrgica de La Felguera hacia 1920.

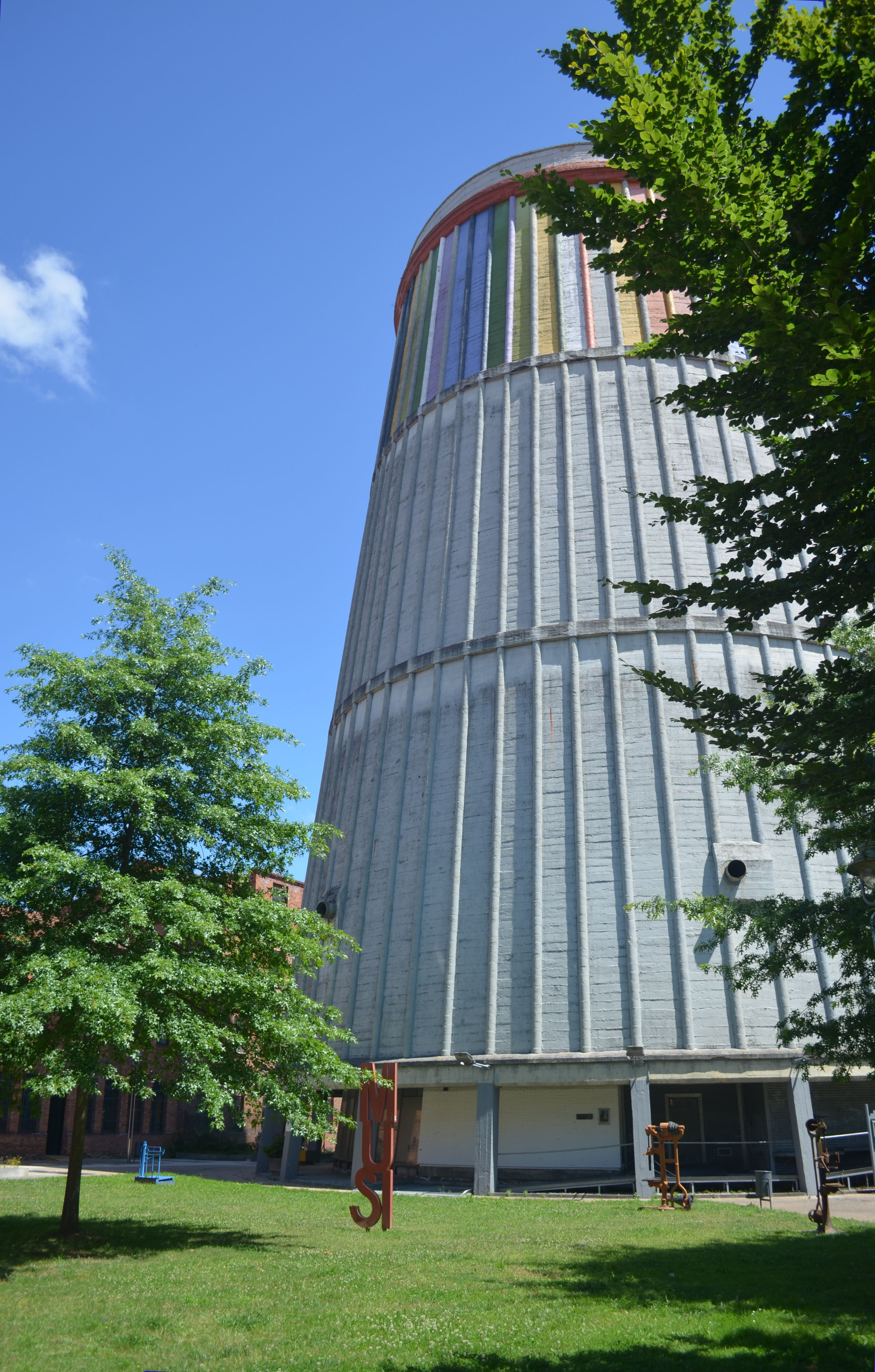
Museo de la Siderurgia de Asturias (MUSI)

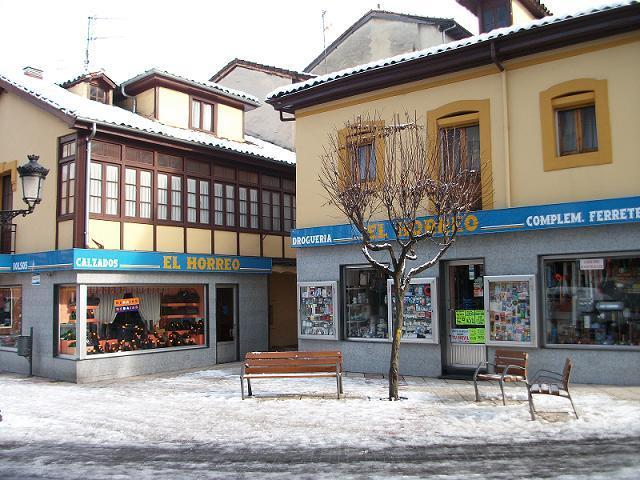
Viviendas tradicionales en el centro de La Felguera

La fábrica de La Felguera tomó ese nombre por ser el del lugar concreto donde se levantó la factoría de Pedro Duro (en asturiano lugar donde abundan helechos) así que se comenzó a denominar a la parroquia Santa Eulalia de La Felguera, quedando Turiellos como nombre histórico (finales del siglo XIX). En 1895 se instala luz eléctrica. La rivalidad entre La Felguera y su vecina Sama se acentuó más allá del localismo por el "favoritismo" de algunos alcaldes, lo que llevó a importantes intentos secesionistas que estuvieron a punto de materializarse antes de la Guerra Civil (hoy en día están hermanadas, caso único en un mismo concejo asturiano). Además de la Fábrica de La Felguera, que en sus últimos años produjo para Uninsa y Ensidesa, se desarrollaron otras áreas industriales de gran importancia como la Compañía de Asturias, a finales del siglo XIX, Explosivos Río Tinto, la Factoría del Nitrógeno, Tornillería del Nalón, Subesa, Fundiciones Felguerinas, Perfisa o Refracta. Con todo, La Felguera fue el primer lugar de Asturias donde se produjo acero (1887), y el primer lugar de España donde se fabricaron chapa de acero para industria naval (1887), ladrillos refractarios (1896), vías para ferrocarril (1868), productos químicos derivados del etileno (1957) y amoníaco sintético (1925). También fue el lugar donde se levantó el mayor alto horno español de la época, en 1943.
A finales del siglo XIX La Felguera tenía unos de los índices de alfabetización más altos de España, nivel que mantuvo durante décadas gracias al mecenazgo de Duro Felguera e instituciones religiosas. En 1908 se funda la Sociedad de Festejos y Cultura de San Pedro, organizando las fiestas patronales que perduran en la actualidad. Con la quema y posterior voladura de la iglesia principal durante los acontecimientos bélicos de la década de 1930 se reconstruye el templo y años más tarde se cambia su advocación por la del apóstol, con lo cual la parroquia pasa a denominarse San Pedro de La Felguera. En la Revolución de enero de 1933 estallaron en esta localidad, Gijón y Sevilla numerosas bombas de gran potencia durante varios días; entonces La Felguera era uno de los principales focos del anarcosindicalismo gracias a asociaciones como La Justicia.
Un año más tarde, durante la Revolución de 1934 en Langreo se viven episodios del comunismo libertario, siendo las Cuencas Mineras asturianas una de las zonas con mayor represión. Tras el último periodo de auge industrial de la zona, durante la Autarquía, la industria entra en una profunda brecha a partir de los 60 que afecta de manera muy especial a las Cuencas Mineras: cierre de pozos o traslados y derribos de fábricas que ocasionan una depresión económica en la región. El concejo de Langreo ha perdido desde 1965 más de 25 .000 habitantes.
Con el paso de los años La Felguera se ha mantenido a flote a pesar de la marcha de empresas y emigración, gracias sobre todo a los sectores hostelero e inmobiliario. La construcción se desarrolló en los años 90 y primeros años del siglo XXI a gran velocidad. El lugar que antes ocupaba la Fábrica Duro Felguera lo llena ahora la Ciudad Tecnológica Valnalón, uno de los pocos éxitos empresariales de la reconversión industrial en las comarcas mineras, y los lugares que ocuparon otras factorías fueron sometidos a programas de regeneración urbana (parques, urbanizaciones, instalaciones deportivas, etc.). Debido a la crisis económica se encuentra parado otro gran proyecto empresarial y residencial, Langreo Norte, en los antiguos terrenos de Nitrastur, así como los antiguos Talleres del Conde, Felguera Melt y otras áreas abandonadas. En 2006 se inauguró el Museo de la Siderurgia de Asturias en las instalaciones de la antigua fábrica de Duro, pretendiendo aprovechar los ricos recursos culturales e históricos presentes en una de las zonas de mayor concentración de patrimonio industrial del norte de España.

## Actividad económica y cultural

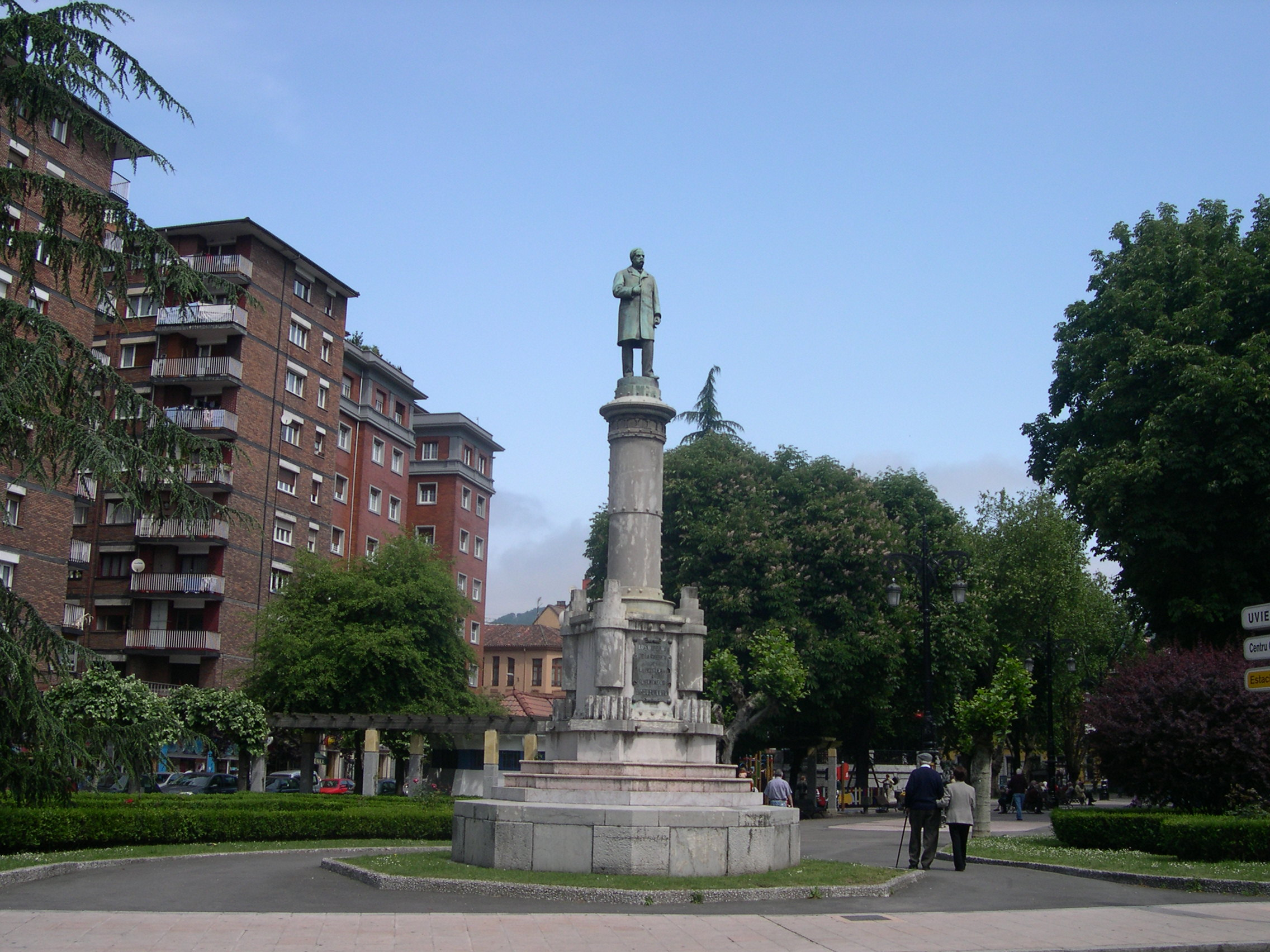
Estatua de Pedro Duro, de 1895, y el "Parque Viejo"

Con la instalación de la siderurgia en 1856 la nueva villa comienza una importante expansión demográfica y urbana, y con ello la construcción de parques, plaza de abastos, colegios, instalaciones deportivas y sanitarias, etc. que se unieron a las iniciales construcciones alrededor de las ermitas y antiguos caminos, convirtiendo lo que era un núcleo rural en una villa industrial gracias al enorme éxito empresarial de Pedro Duro y al mecenazgo de sus descendientes, entre ellos los Marqueses de La Felguera. Además la "revolución industrial" dio lugar a la construcción de inmuebles inspirados en modelos europeos de los que hoy se conservan un relevante número. Con la industrialización se vivió una intensa actividad cultural con la creación de asociaciones, cines y teatros, festivales, tertulias, ateneos obreros, afamados certámenes de trabajo y de cine, agrupaciones musicales y culturales... que llevó a la UNESCO a declarar La Felguera el kilómetro más culto de Europa en 1961.
Anualmente se celebran jornadas gastronómicas como la Su Excelencia La Fabada en diciembre (Fiesta de Interés Turístico Regional) y Las Jornadas de La Sidra en abril, con el concurso de escanciadores más antiguo que existe; las fiestas patronales de San Pedro con la Jira de Castandiello y el Concurso Hípico nacional, las fiestas del barrio de Langreo Centro en octubre, las fiestas del barrio de La Pomar, hogueras de San Juan en El Sutu y Urquijo, el Mercado Tradicional en octubre, las Jornadas del Teatro, los Premios Fundación Marino Gutiérrez, el Encuentro Coral La Mina y La Mar, el Carnaval o Antroxu, Subida Automovilística a Santo Emiliano, el Rally de La Felguera, numerosas exposiciones, conciertos y actividades deportivas que se desarrollan en los tres complejos deportivos con los que cuenta la localidad (Parque Deportivo de La Felguera -cerrado temporalmente-, Polideportivo Municipal y Palacio de Deportes Juan Carlos Beiro). Cabe destacar el Certamen Internacional de Cuentos, el más antiguo de España y uno de los más importantes en lengua española. La oferta cultural se completa con el Museo de la Siderurgia de Asturias y la Pinacoteca Eduardo Úrculo. La Felguera es la cabecera comercial, hostelera y de ocio de la Comarca del Nalón.

## Patrimonio
- Iglesia neorrománica de San Pedro
- Capilla del Llungueru
- Viviendas de la calle Conde Sizzo
  - Chalé Bustelo
  - Chalés de Duro

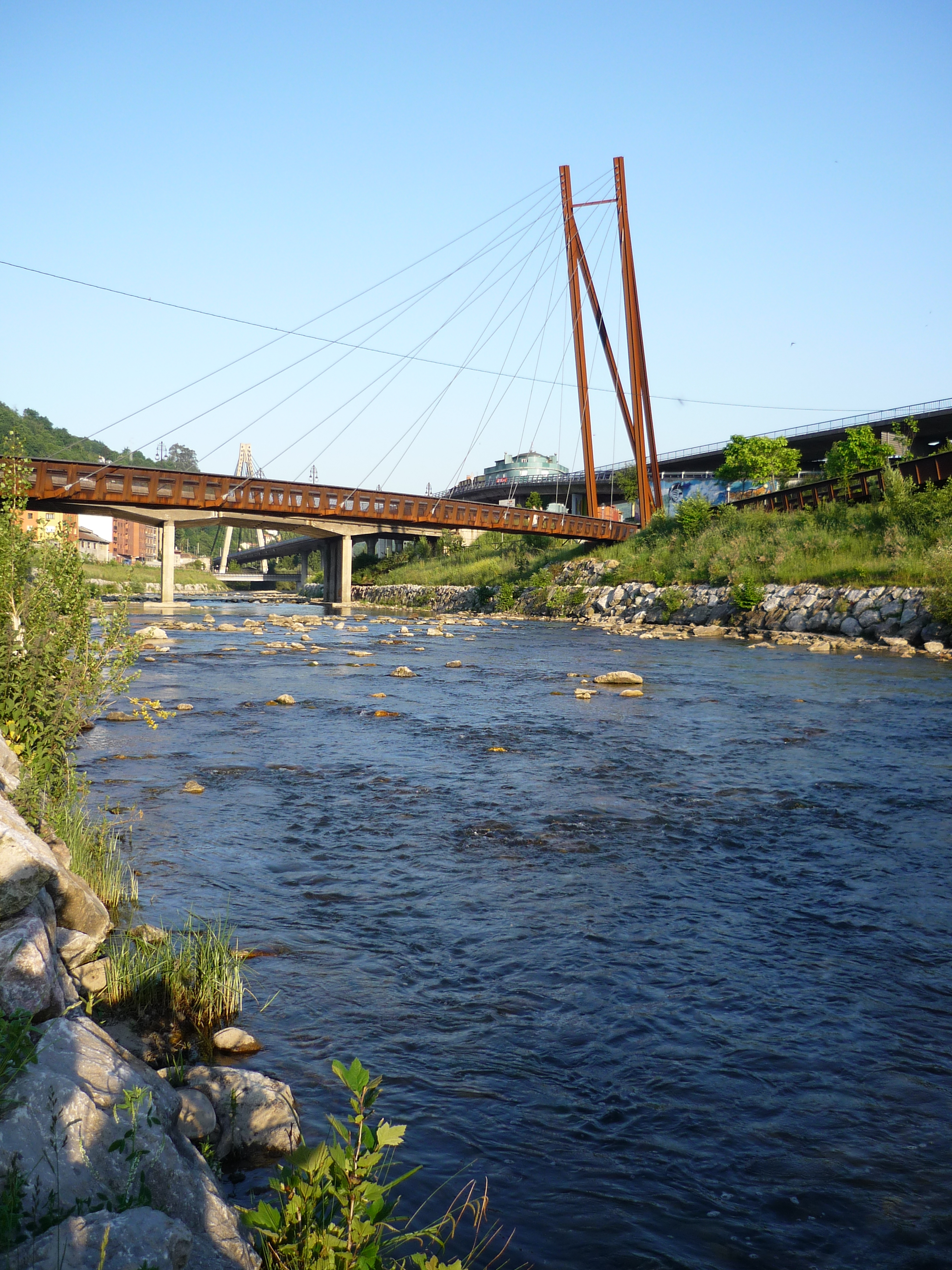
Río Nalón a su paso entre Sama y La Felguera.

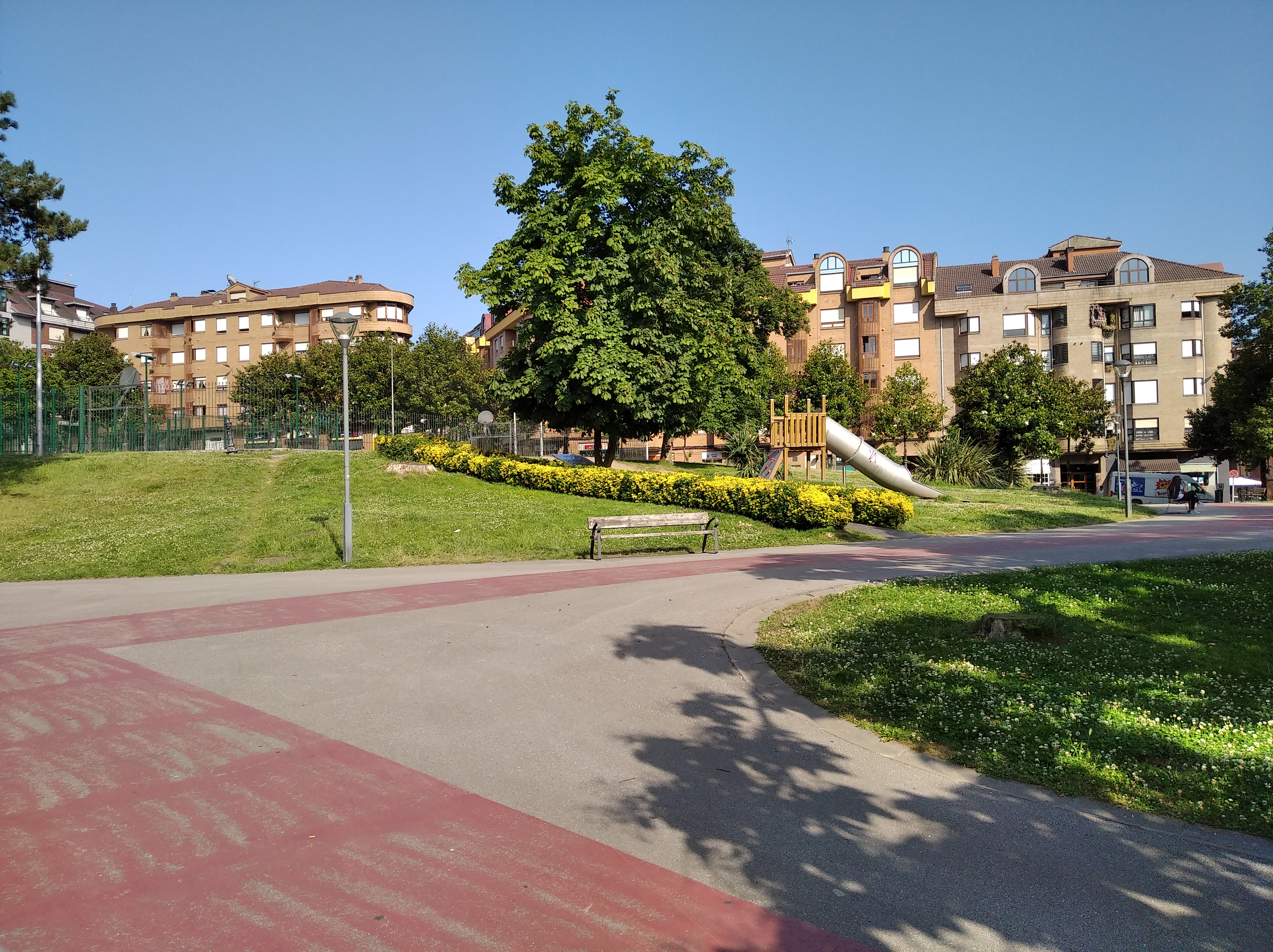
Parque García Lago

  - Viviendas de la Compañía de Asturias
- Barrio obrero de Urquijo
- Antiguos edificios de La Salle
- Mercado de Abastos
- Pozos Lláscares y Santa Eulalia
- Parque de Dolores F. Duro (Parque Viejo)
- Parque Antonio García Lago (Parque Nuevo)
- Parque del Sutu (Parque de Pinín)
- Calle Julián Duro
- Colegio e iglesia de los Padres Dominicos
- Casa Sindical
- Conjunto ferroviario de Vega
- Palacio de Las Nieves
- Antigua factoría de Nitrastur
- Antiguo Macelo
- Talleres del Conde
- Antiguos edificios de la Fábrica
- Museo de la Siderurgia de Asturias